# Mosquée Saïda Msika
La mosquée Saïda Msika (arabe : مسجد السيدة مسيكة) est une ancienne mosquée tunisienne, détruite à la suite de l'aménagement du quartier de Halfaouine, dans le faubourg nord de la médina de Tunis.

## Localisation
Elle se trouvait sur la rue El Kantra.

## Étymologie
Elle tire son nom d'une sainte femme, Saïda Msika, connue par ses morales.